# Neofreudianer
Neofreudianer kallas psykoanalytiker som delvis avvikit från Sigmund Freuds ursprungliga psykoanalytiska lära, och psykologer som i sina teorier och sin terapi av neuroser lägger stor vikt vid sociala förhållanden och samlevnadsproblem.
Freud hade lagt huvudvikten på konflikter mellan inre omedvetna behov, speciellt mellan aggression och kärlek, och dels jagets verklighetsorienterade ställningstaganden, dels överjagets känsla för rätt och fel, moraliskt och omoraliskt. 
Till neofreudianerna räknas bl. a. Harry Stack Sullivan, Karen Horney, Clara Thompson, Alfred Adler och Erich Fromm. Dessa betonade kulturella och sociala faktorers betydelse för uppkomsten av psykiska störningar mer än vad Freud gjorde.